# 托木斯克省
托木斯克省（То́мская губе́рния）是俄羅斯帝國和蘇聯早期的一個省份。位於西伯利亞南部，包括今日的托木斯克州、新西伯利亞州、克麥羅沃州、阿爾泰邊疆區、阿爾泰共和國等地區。面積847,328平方公里，1897年人口1,927,679人。首府托木斯克。
1804年建省，1925年被納入西伯利亞邊疆區。